# Riu Shyok
El riu Shyok (lit. riu de la mort) és un afluent de l'Indus. Travessa el nord de Ladakh, a l'Índia i entra a Gilgit-Baltistan, al Pakistan. Té uns 550 km de llargada.
El Shyok neix a la glacera Rimo, una de les llengües de la glacera Siachen. El riu s'eixampla a la confluència amb el riu Nubra. L'alineació del Shyok és molt inusual, discorrent des de la glacera Rimo en direcció sud-est i en arribar a la serralada Pangong, gira cap al nord-est i flueix en paral·lel a la seva treajectòria anterior en sentit contrari. El Shyok flueix per una àmplia vall, per de cop, entrar en una gorja un cop passat Chalunka, continuant a través de Turtuk i Tyakshi abans d'entrar al Baltistan. El Shyok s'uneix a l'Indus a Keris, a l'est de Skardu.12